# Levee

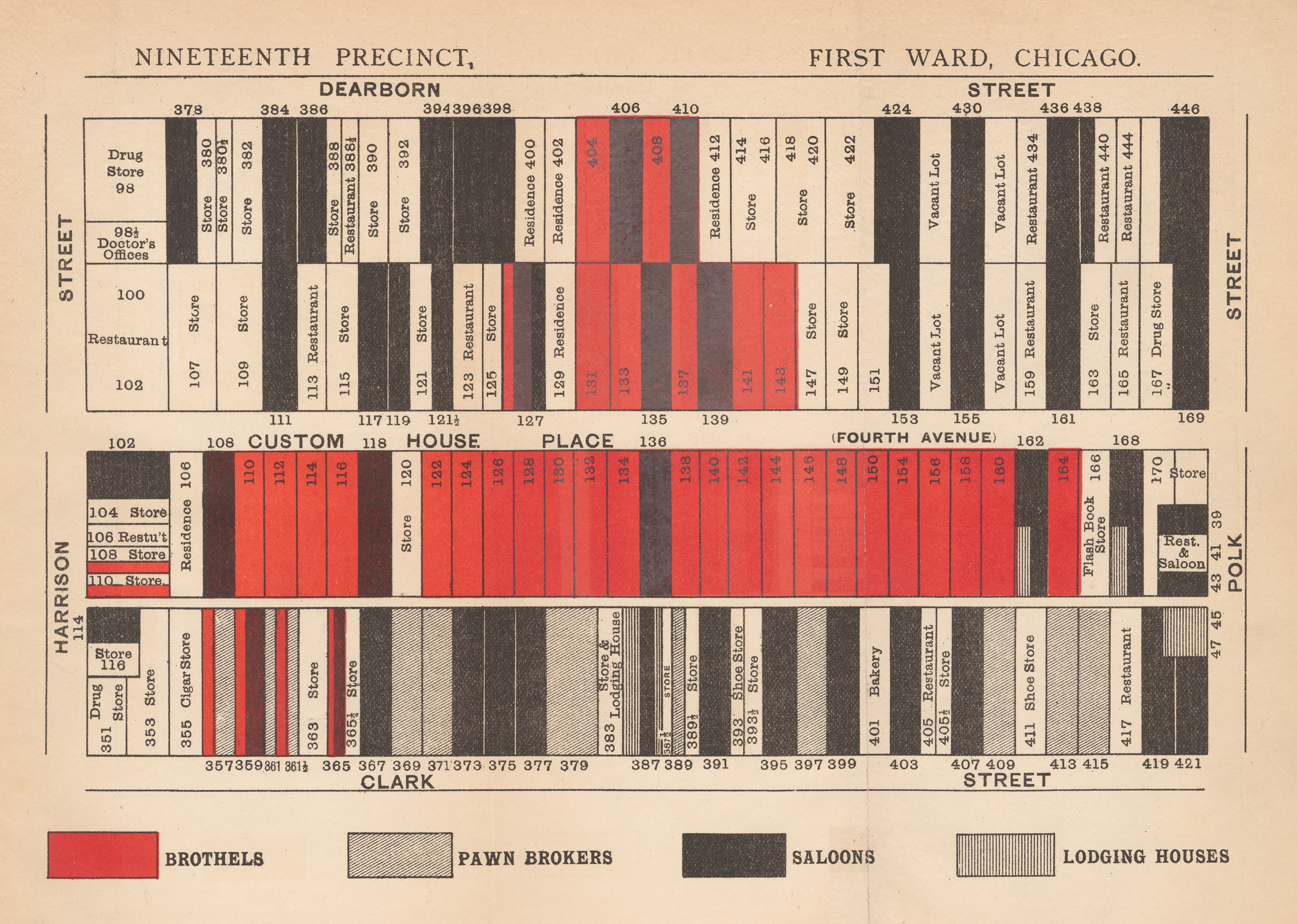
Zeitgenössische Karte des 1st Ward District von Chicago mit dem Customs House Place

Chicago Stadtplan von 1906

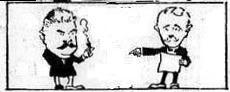
Karikatur der „Lords of the Levee“ – „Bathhouse John“ and „Hinky Dink“ Kenna

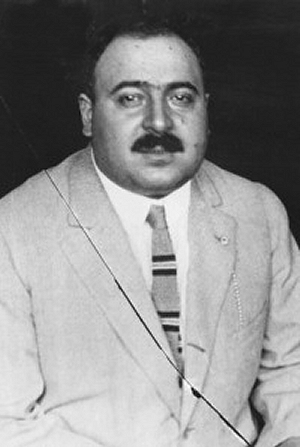
Porträt von „Big Jim“ Colosimo

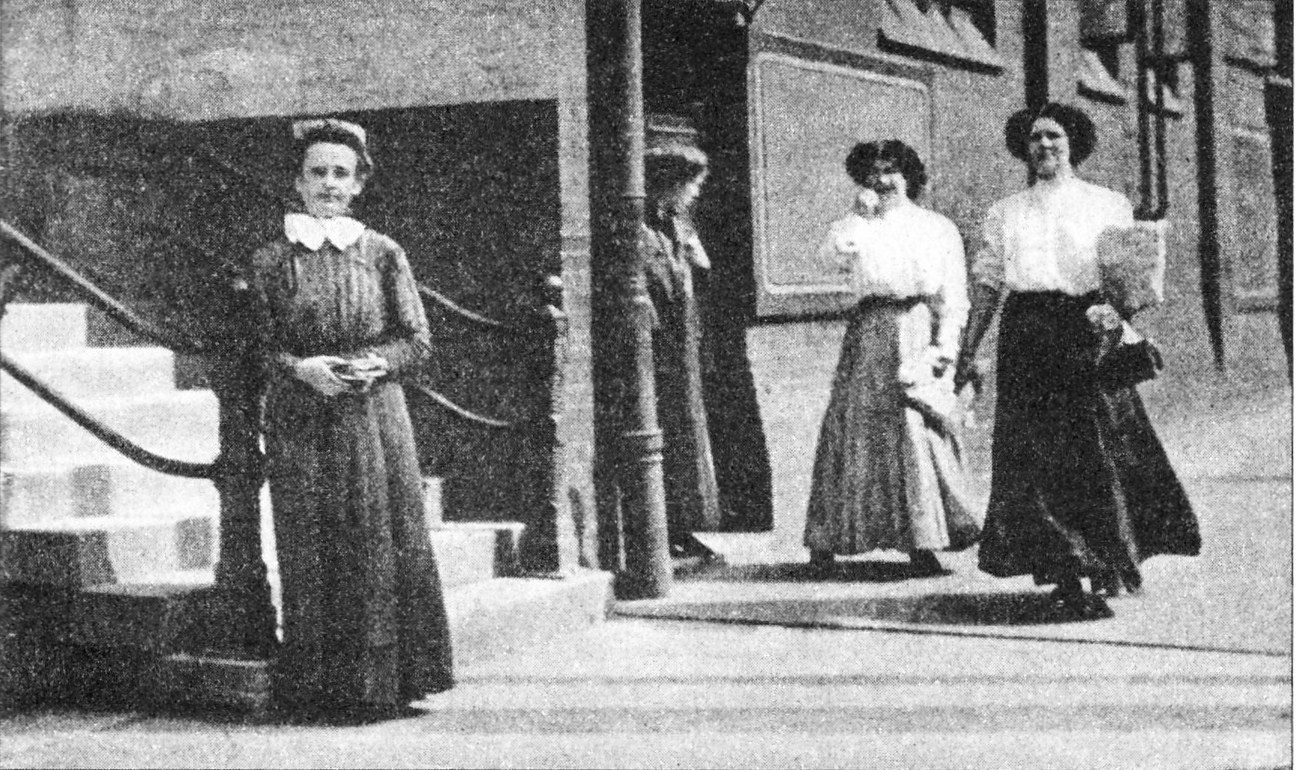
Mitternachtsmission und Prostituierte auf der Levee

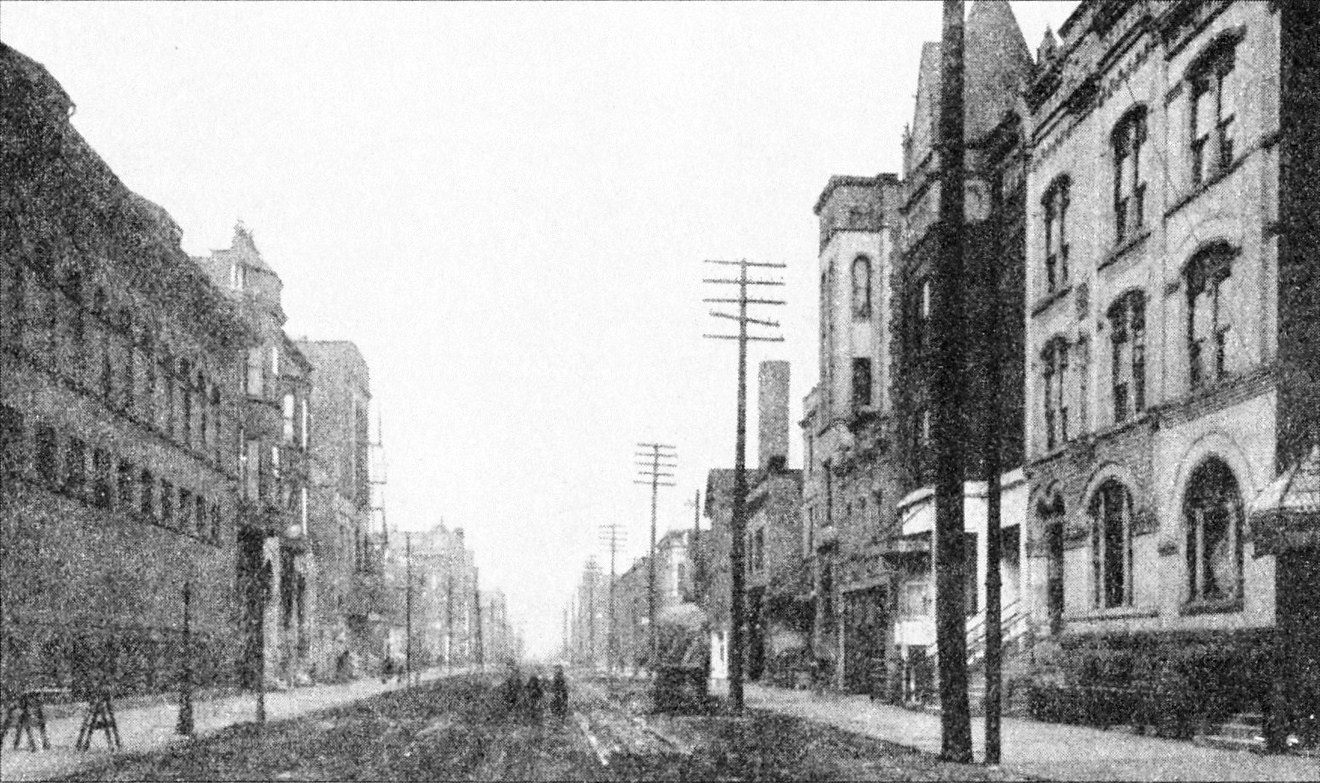
South Dearborn Street um 1911

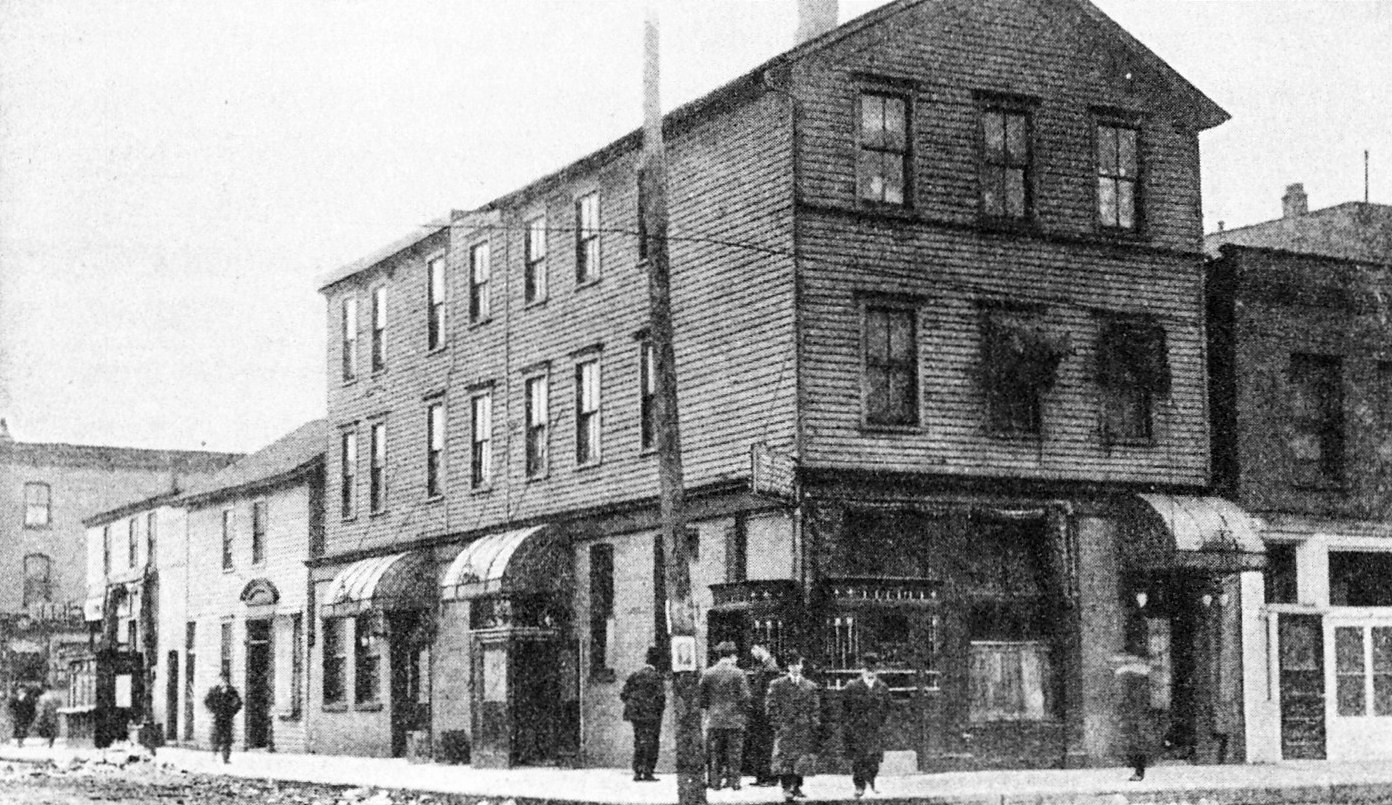
Bordell „The Paris“, 2101 Armour Street. Das Etablissement wurde von Maurice Van Bever betrieben, welcher der „Weißen Sklaverei“ beschuldigt wurde

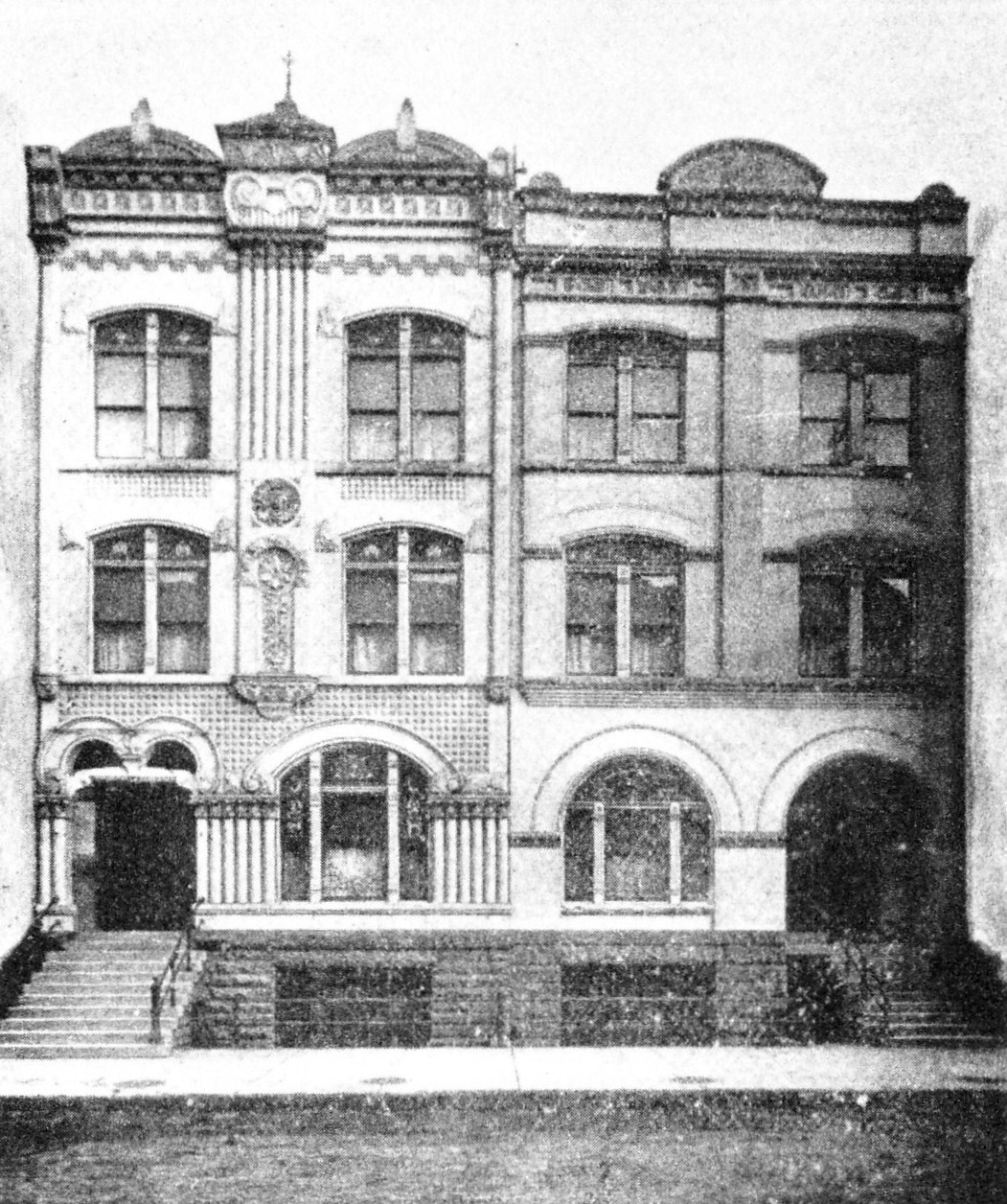
Everleigh Club – Außenansicht

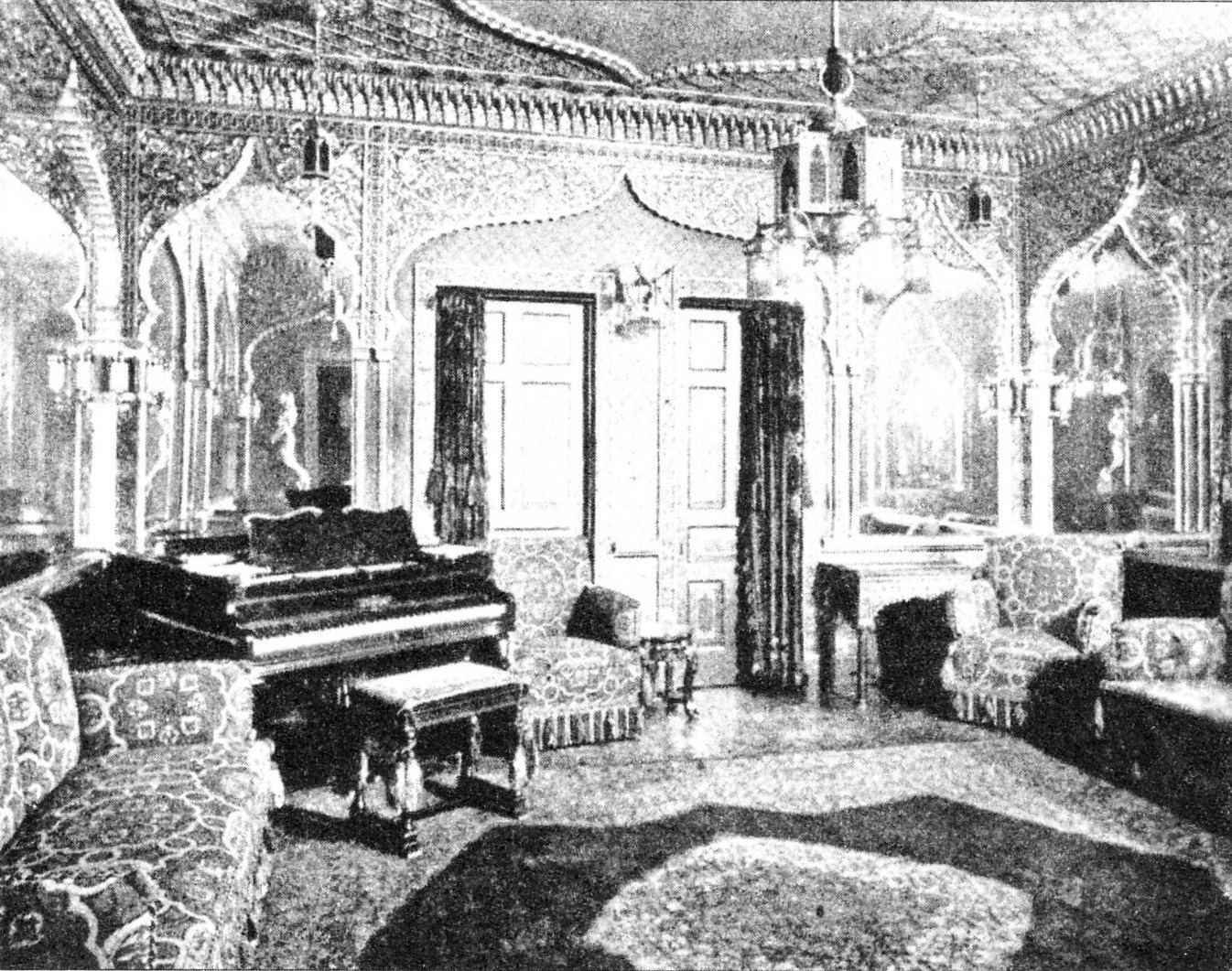
Everleigh Club – Inneneinrichtung

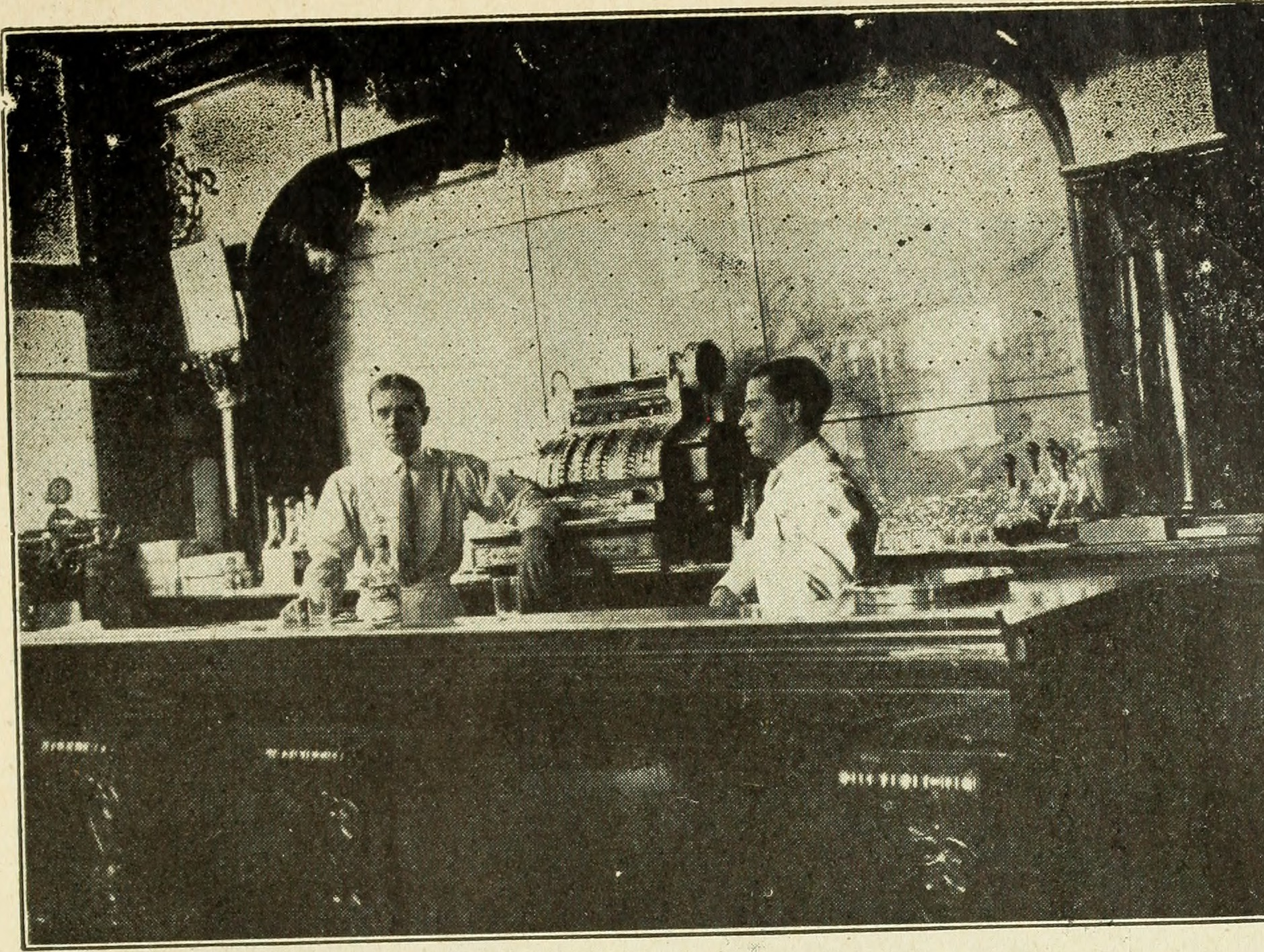
Bild von einem der Akteure der „White Slavery“, dem Barmann Mike Hart. Aufnahme von 1911 aus dem Buch von Ernest Bell: Fighting the Traffic in Young Girls. War on the White Slave Trade

Die Levee (englisch Flussdeich) war ein berüchtigter Rotlichtbezirk im Süden von Chicago, der etwa von 1890 bis in die 1930er Jahre bestand. Er befand sich im Second Ward Distrikt (Near South Side) und umfasste die Häuserblocks Cermak Road und Michigan Avenue, zwischen Harrison und Polk, sowie Dearborn und Clark Avenue. Es handelte sich dabei um vier Blocks im südlichen Loop-Distrikt, im Kern zwischen 18th und 22th Street. Ursprünglich war die Levee lediglich ein besonders „verkommener“ Teil der State Street. Die Levee wird als die Keimzelle des organisierten Verbrechens in Chicago angesehen.

## Geschichte
Das Vergnügungsviertel Chicagos hatte zunächst in der Innenstadt im Ersten Bezirk gelegen. Die ersten Bordelle von Chicago entstanden in der Wells Street. Nach dem Großen Brand von Chicago von 1871 verlagerte es sich jedoch in den Süden der Stadt. Bereits vor 1890 wurde die als Customs House Levee bezeichnete Gegend Sammelpunkt für Spieler und Zuhälter und gehörte mit zu den kriminellsten Bezirken Chicagos. Chicago wurde seinerzeit von einer Zeitung als „die gewalttätigste, schmutzigste aller Städte – laut, gesetzlos, unschön, übelriechend, gottlos; ein übergroßes, stupides Dorf“ bezeichnet. Die Stadtverordneten „Hinky Dink“ Michael Kenna und „Bathhouse“ John Coughlin sorgten durch Korruption und Kooperation mit dem Chicago Outfit für einen rasanten Aufstieg des Stadtviertels. Beide gründeten 1893 eine Organisation, welche Spielsalons und Bordelle in der Levee etablierte, von denen sie Schutzgelder kassierten. Kenna und Coughlin bildeten eine Gruppe korrupter Stadtverordneter namens „Gray Wolves“ (Graue Wölfe), die von 1890 bis 1930 aktiv waren.
Zu den bekanntesten Etablissements gehörten: The House of All Nations (zwischen Archer/Cullerton. Ähnlich wie in der gleichnamigen Pariser Einrichtung arbeiteten hier Mädchen aus den verschiedensten Ländern der Erde), The Little Green House, verschiedene Häuser in der Bed Bug Row, The Bucket of Blood (berüchtigter Saloon Südwestecke 19th Street/Federal. Von dem Lokal wurde 1916 in einer Zeitung erwähnt, dass dort nach der Sperrstunde noch Schnaps ausgeschenkt wurde. Der Name stammt vermutlich davon, dass gegen Morgen nach zahlreichen Schlägereien und Messerstechereien eimerweise Blut vom Fußboden gereinigt werden musste), Ed Weiss’ Capitol (Tanzlokal. Seinem Bruder Louis Weiss gehörte das Bordell „The Sappho’s“), Freiberg’s Dance Hall (Bordell, zwischen 22th, Wabash und State. Das Lokal bot die Möglichkeit einer Bar, Tanzfläche und Kontaktaufnahme mit Prostituierten. Gemäß der Chicago Vice Commission gehörte das Tanzlokal zu den berüchtigtsten Lokalitäten in Chicago, nachdem bekannt wurde, dass von dort aus häufig Frauen gekidnappt und in die Prostitution gezwungen wurden. Die Freiberg’s Dance Hall wurde am 24. August 1914 geschlossen) sowie der Everleigh Club waren die bekanntesten Etablissements in dieser Zeit. Kenna und Coughlin residierten in Freiberg’s Dance Hall, einem Haus, das zum sozialen Mittelpunkt des Viertels wurde. Der von Ada and Minna Everleigh geleitete Everleigh Club in der Dearborn Avenue wurde regelmäßig von Chicagos Elite frequentiert. Auch Prinz Heinrich von Preußen verkehrte dort. Die Prostituierten, die sich „butterflies“ (Schmetterlinge) nannten, kamen in dem Bordell auf Wochenumsätze von USD 100 bis 400, was für die damalige Zeit, bei den vorherrschenden Tageslöhnen, sagenhafte Summen waren. Aus diesem Club stammte der zeitgenössische Satz „I’m going to get Everleighed“, woraus vermutlich später der umgangssprachliche Ausdruck „get laid“ (flachgelegt werden) wurde. Die unterste Stufe der Bordelle bildeten die einfachen Häuser in der Bed Bug Row (Ecke Dearborn/Federal und 19th Street/Archer). Die farbigen Mädchen, die dort anschafften, wurden häufig von ihren Zuhältern gewaltsam entjungfert und mussten ihre Dienste für 25 Cents unter katastrophalen hygienischen Bedingungen (bed bug – Bettwanze (Cimex lectularius)) anbieten. Sie waren als rechtlose Zwangsprostituierte außerdem den Perversionen ihrer Freier hilflos ausgeliefert. Die Bed Bug Row hatte einen ähnlich schlechten Ruf wie die „Cribs“ in New Orleans oder die „Cow Yards“ in San Francisco.
Strenggläubige Christengemeinden protestierten zu Beginn des 20. Jahrhunderts gegen die Prostitution und das Glücksspiel in der Levee. In der Hochphase arbeiteten in den dortigen Bordellen bis zu 5.000 Prostituierte. Zunehmend wurden der Öffentlichkeit Fälle der „Weißen Sklaverei“ bekannt, bei der Mädchen aus ländlichen Gegenden in die Gewalt von Zuhältern gerieten und systematisch zur Prostitution gezwungen wurden. Aufsehen erregte der Fall von Madame Mary Hastings, welche in ihrem Bordell Custom House Place in der Jackson Street minderjährige Mädchen folterte und zur Prostitution zwang. Bevor ihr der Prozess gemacht werden konnte, floh sie nach Kanada. Im Jahre 1914 wurde das letzte Bordell (panel house) aufgrund des zunehmenden öffentlichen Drucks in der Levee geschlossen.
Die Wahl des Chicagoer Bürgermeisters William „Big Bill“ Hale Thompson im Jahre 1915 reaktivierte die illegalen Geschäfte in der Levee. Viele der Bordelle wurden als Hotels, Saloons oder Cabarets wiedereröffnet. „Big Jim“ Colosimo und seine Frau Victoria Moresco übernahmen drei Bordelle und die Kontrolle über den Stadtteil. Sein Restaurant Colosimo’s Café, frequentiert von berühmten Gästen wie Enrico Caruso, wurde zum Zentrum der High Society von Chicago. Aufgrund seiner italienischen Herkunft wurde Colosimo Ziel von sizilianischen Erpresserbanden wie der Black Hand Gang (La Mano Nera), die ihn zunehmend bedrohten. Aus Angst vor Entführung suchte er Schutz bei seinem angeheirateten Verwandten Johnny Torrio in New York. Torrio, ein Vetter von Victoria Moresco schickte Al Capone, um die Verhältnisse dort neu zu ordnen. Capone begann in diesem Stadtteil seine Laufbahn im Lokal „The Four Deuces“ (2222 South Wabash). Das vierstöckige Ziegelsteingebäude, in dem sich außerdem ein Büro und im Obergeschoss ein Bordell befand, war zunächst im Besitz von Jonny Torrio. Capone ließ sich seine Visitenkarten (Alphonse Capone – Gebrauchtmöbelhändler – 2220 South Wabash Avenue) mit dieser Adresse drucken. Man nimmt an, dass er im Keller des „Four Deuces“ seine Rivalen folterte.
Um 1930 wurde der größte Teil des Viertels abgerissen.

## Zeitleiste
- Mitte des 19. Jahrhunderts Chicago besitzt mehr Spielhallen als New Orleans und Pittsburgh zusammen. Die Metropole, deren Bordelle und Spielhallen größer und freizügiger als anderswo sind, galt seinerzeit als die „verruchteste Stadt der USA“[21]
- 1871 Der Große Brand von Chicago. Dabei werden zahlreiche Saloons und Bordelle zerstört. Zwischen der Harrison Street, Polk Street und dem Dearborn-Bahnhof entsteht das Vergnügungsviertel Customs House Distrikt, dem Vorläufer der Levee
- 1893 verzeichnen die Bordelle und Glücksspielsaloons der Levee einen großen Andrang durch Besuchermassen von der World’s Columbian Exposition
- 1895 Jim Colosimo zieht in den Levee District, der zu dieser Zeit bereits 2.000 Bordelle, Saloons und Spielsalons[22] umfasst
- 1897 Verbot der Straßenprostitution in einer ausgewiesenen Zone
- 1. Februar 1900 Das Luxusbordell Everleigh Club öffnet seine Tore[23]
- 15. Mai 1900 Die Chicago Vice Commission strebt erstmals eine Schließung der Bordelle an
- 1903–1909 Van Beven und Colosimo[24] betreiben einen Handel mit jungen Prostituierten, die von sogenannten „Kadetten“ (Zuhältern) für eine fünfjährige Rotation[25] zwischen den Bordellen eingeplant werden. Danach beginnt für die meisten meist der Abstieg auf die Stufe der Stundenhotels und am Ende in die Straßenprostitution. Colosimo und Van Beven führen einen „Ring Weißer Sklaven“. Ihre Opfer sind häufig Farmertöchter, die mit Heiratsversprechen nach Chicago gelockt werden, dort betäubt und von den „Kadetten“ „eingeritten“[26] (mehrfach vergewaltigt) werden. Den Mädchen droht ein jahrelanges Martyrium aus Drogenmissbrauch, Schlägen und Vergewaltigungen. Nur wenige können sich daraus befreien. Viele sterben früh nach Alkohol- und Drogenmissbrauch sowie Geschlechtskrankheiten.[27] Daher müssen die Mädchenhändler und Zuhälter ihren Bestand an „fresh meat“ (Frischfleisch)[28] kontinuierlich ergänzen. Colosimo und Van Beven dehnen ihre florierenden Geschäfte überregional auf New York, St. Louis und Milwaukee aus
- 1905 Colosimo öffnet seinen ersten Saloon und seine ersten Stundenhotels[29]
- 18. Oktober 1909 Gipsy Smith Marsch von 200 christlichen Gläubigen durch das Rotlichtviertel der Levee
- 9. Januar 1910 Nathaniel Ford Moore (* 31. Januar 1884; † 9. Januar 1910 in Chicago, bekannter amerikanischer Golfer und Sohn des Präsidenten der Rock Island Eisenbahngesellschaft, nahm u. a. 1904 an der Sommerolympiade teil) stirbt im Bordell von Vic Shaw an einer Überdosis Rauschgift[30]. Shaw versucht dies zu vertuschen und fälschlicherweise ihren Rivalinnen, den Besitzerinnen des Everleigh Clubs, anzulasten. Der Todesfall löst einen gesellschaftlichen Skandal aus
- 1910 Colosimo öffnet das Kabarett „Colosimos Café“ im Herzen der Levee, 2126 South Wabash. In dem gepflegten Lokal mit edlem Ambiente werden sowohl Jazz als auch italienischen Opernarien gespielt. Es wird schnell Mittelpunkt des Chicagoer Nachtlebens und zieht Politiker, Künstler und Schauspieler an[31]
- 1910 Der geschätzte Bruttoertrag aus der Prostitution beträgt 60 Millionen USD, der Nettogewinn 15 Mio. USD. Im gleichen Jahr gründen Bordellvorsteherinnen die Schutzgemeinschaft der „Freundlichen Freundinnen“[32]
- 1910 Erlass des Mann Act gegen die „Weiße Sklaverei“. Im Wortlaut wird der „Transport einer Frau über die Staatsgrenzen zu unmoralischen Zwecken“ verboten
- 1911 Schließung des Everleigh Club[33]
- 10. Dezember 1911 Inspektor P.D. O’Brien setzt Maßnahmen gegen Alkoholausschank und Musikdarbietung um. Darunter fällt u. a. auch das Verbot für unbegleitete Frauen, sich weiterhin in Barräumen aufzuhalten.[34]
- 3. Oktober 1911 Anklage der Staatsanwaltschaft gegen insgesamt 135 Personen, die mit der Levee verbunden sind. Darunter sind „Big Jim“ Colosimo, Ed Weiss, Roy Jones und Vic Shaw
- 1912 Aufgrund von öffentlichem Druck wird der Prostitution in der Levee der Kampf angesagt. Die „Moral Division“ der Stadt Chicago veranlasst eine Massenfestnahme von Prostituierten, Zuhältern, Rauschgifthändlern, Auftragsmördern, Kneipenbesitzern und Spielern.[35] Danach zieht sich die Prostitution zunehmend in sogenannte „call-house flats“ zurück
- 22. Oktober 1913 Der Bürgermeister von Chicago erwirkt die Schließung von Ed Weiss Capitol[36]
- 18. Juli 1914 Die Schließung von Bordellen in der Levee löst Tumulte aus. Dabei stirbt ein Polizeibeamter
- 24. August 1914 Schließung von Freiberg’s Dance Hall als einen der letzten alteingesessenen Clubs der Levee[37]
- 1920er Jahre Unter dem Einfluss von Kenna und Coughlin nimmt das Glücksspiel in der Levee noch einmal stark zu. Der Chicago Outfit verlagert die Prostitution zunehmend in andere Stadtbezirke wie Cicero oder in die Vororte.

## Persönlichkeiten mit Bezug zum Levee-Distrikt
- Ike Bloom alias Isaac Gitelson Bloom (* 1865; † 15. Dezember 1930): bekannter Kabarett- und Nachtclubbesitzer, war in den 1920er Jahren in Alkohol- und Menschenhandel verwickelt
- Michael „Hinky Dink“ Kenna (* 20. August 1858; † 9. Oktober 1946): Stadtverordneter. In seiner Amtszeit im First Ward von Chicago (1897 bis 1923) sorgte Kenna für eine besonders enge Verzahnung von Organisiertem Verbrechen und Politik. Der irischstämmige Kenna öffnete seinen ersten Saloon „The Workingman’s Exchange“[38] im Jahr 1882,[39] der zu einem Zentrum seiner politischen Aktivität wurde. Kenna und Coughlin regierten ihren Distrikt nach Art eines feudalen Lehnsherrenmodells. Das Duo gewährte den Geschäftsleuten der Levee Schutz nur unter festgelegten Abgaben.
- „Bathhouse“ John Coughlin (* 15. August 1860; † 11. November 1938): Stadtverordneter. Der ebenfalls irischstämmige Coughlin war mit Kenna befreundet. Die beiden verband eine langjährige politische Partnerschaft. Zusammen mit Kenna veranstaltete er in der Zeit von 1896 bis 1908 den berüchtigten First Ward Ball, an dem bis zu 15.000 Menschen, darunter Geschäftsmänner, Bordellbetreiber, höhere Polizeibeamte, Unterweltgrößen und Kriminelle jeglicher Sparte, teilnahmen. Der First Ball war eine Art Fundraising und Übereinkunft, wie die Geschäfte in der Levee zu regeln seien. Diese Aktivitäten wurden erst im Jahr 1909 beendet, als die Stadt Chicago neue Ausschankkonzessionen für Schnaps vergab. Nach der Herrschaft der beiden übernahm Capone den Stadtbezirk.[40]
- Ada (* 15. Februar 1864 in Greene County, Virginia; † 5. Januar 1960 in Charlottesville, Virginia) und Minna Everleigh (* 13. Juli 1866 in Greene County; † 16. September 1948 in New York), geborene Simms: Betreiberinnen des Everleigh Clubs. Sie arbeiteten in ihrer Jugend für eine Theatergesellschaft in Omaha/Kansas und legten sich in dieser Zeit den Künstlernamen „Everleigh“ zu. 1895 eröffneten sie mithilfe der Erbschaft ihres Vaters[41] ihr erstes Bordell in Omaha, drei Jahre später das Zweite, welches im Zuge der Besucher der Trans-Mississippi Ausstellung rasch das Doppelte ihrer Investition einbrachte. Im Jahr 1900 siedelten sie nach Chicago über und hatten großen Erfolg mit dem Everleigh Club (dreigeschossiges Gebäude mit 50 Räumen in der 2131 S. Dearborn Street), welcher sich aufgrund seines luxuriösen Interieurs einen Ruf als das „opulenteste Freudenhaus der Welt“[41] erarbeitete. Um das gute Renommee und die stilvolle Atmosphäre des Everleigh Club zu bewahren, wurde ausschließlich erlesener Wein und Champagner ausgeschenkt, Branntwein und Drogen[41] waren strikt untersagt. Es wurde erwartet, dass sich die von ihnen handverlesenen Prostituierte wie vornehme Ladies verhalten und Freier wie Gentlemen. Die Frauen, die im Everleigh Club arbeiteten und dies als großes Privileg betrachteten, durften die Hälfte ihrer Einnahmen[41] behalten. Die Preise für die Dienstleistungen variierten in der Regel zwischen USD 10,- und 50,-.[41] Colosimo war häufig Gast der Everleigh-Schwestern. Um die Exklusivität zu wahren, wurde der Einlass nur auf Empfehlungsschreiben[41] gewährt. Gemäß Minna Everleigh hatte der Club „no time for the rough element, the clerk on a holiday, or a man without a checkbook – keine Zeit für raue Elemente, für einen Angestellten auf Urlaub oder einen Mann ohne Scheckbuch“”[41].
- Giacomo „Big Jim“ Colosimo (* 16. Februar 1878 in Colosimi, Provinz Cosenza, Kalabrien, Italien; † 11. Mai 1920 in Chicago, USA): Mafioso, bekannt unter dem Spitznamen „King of the Pimps – König der Zuhälter“. Colosimo, einer der reichsten und einflussreichsten Geschäftsmänner der Levee, gilt als einer der ersten Paten des Chicagoer Outfits.
- Vic Shaw alias Emma Ludwig (* 1862 – † 1951 Chicago): Bordellbetreiberin. Sie trug den Spitznamen „Queen of the Levee“ und war mit Kenna und Coughlin eng befreundet. Bereits mit 14 Jahren arbeitete sie als Burlesktänzerin, war viermal verheiratet und verbüßte mehrere Haftstrafen.[42] Mit strenger Disziplin führte Shaw mehrere Freudenhäuser.
- Maurice Van Bever: frankoamerikanischer Dandy und Bordellbetreiber „The Paris“ (2102 Armour Street) und „White City“ (2102 Dearborn Street). Der Menschenhandel („Interstate Ring“ zwischen mehreren Bundesstaaten), den er zusammen mit seiner Ehefrau Julia betrieb, wurde u. a. durch Aussagen der minderjährigen Loretta Campbell, die aus St. Louis verschleppt und bei einer Razzia im „White City“ aufgegriffen wurde, erhärtet.[43][44] Van Bever schleuste hunderte von Prostituierte in die Häuser Colosimos und wurde 1909[45] verhaftet.
- John „Mushmouth“ Johnson: eine der ersten afroamerikanischen Unterweltgrößen. Johnson betreibt einen Saloon und eine Spielhalle in der State Street
- Mary Hastings (* um 1860 in Brüssel): berüchtigte Bordellbetreiberin und Menschenhändlerin, die 1888 nach Chicago kam, nachdem sie bereits in ihrer Heimatstadt Brüssel, Paris, Toronto, Denver, Portland und San Francisco[46] einschlägige Erfahrungen im Rotlichtgewerbe sammeln konnte. Sie war eine der ersten Frauen, welche um die Jahre 1890 „Weiße Sklaverei“ systematisch[47] betrieb. Mithilfe von Bestechungsgeldern (etwa USD 2,- pro Woche an die lokale Streife) oder erzwungenen Dienstleistungen ihrer Mädchen an Beamte entzog sie sich über viele Jahre hinweg der polizeilichen Nachforschung. Ihre Häuser, die sich in der Gegend „Hell’s Half Acre“ befanden, galten als die schlimmsten Bordelle der Stadt, in denen jegliche Art perverser Wünsche erfüllt wurden.[48] Ihr wurde die Aussage zugeschrieben, „if a girl was good enough to be accepted at an ordinary brothel, then she was too good for her own - wenn ein Mädchen gut genug war für ein ordinäres Bordell, dann war sie zu gut für ihr eigenes“.[49][50] Etwa ab 1893 machte sie sich von Zuhältern (pander – Kuppler) unabhängig und lockte junge Mädchen (im Durchschnittsalter zwischen 13 und 17 Jahren) aus ländlichen Gegenden des Mittleren Westens unter dem Vorwand, in Chicago gutes Geld verdienen zu können, in eins ihrer berüchtigten Häuser, wo man ihnen die Kleider wegnahm und sie anschließend in einen Raum einsperrte. Anschließend wurden sie von sechs „professionellen“ Vergewaltigern missbraucht (broken-in).[51] Dies war der Prozess, der im Jargon des Rotlichtmillieus „The Life (Das Leben)“ genannt wurde und eine fortgesetzte Tortur aus Misshandlung, Vergewaltigung und menschenunwürdiger Behandlung einschloss. Die unmenschliche Arbeitszeit ging in der Regel von mittags bis 5 Uhr morgens. In dieser Zeit konsumierten die Mädchen häufig Schnaps und Absinth, um durchzuhalten. Der britische Journalist William Stead besuchte seinerzeit eins von Hastings Bordellen und beschrieb die Zustände in seinem sozialkritischen Artikel „If Christ came to Chicago“.[52] Nach dem broken-in wurden die Opfer entweder in eigene Häuser (u. a. Customs House Place in der Jackson Street) geschleust oder je nach Alter und Attraktivität für ca. USD 50,- bis 300,- meistbietend an andere Bordellbetreiber weiterverkauft. Der Legende nach war es einigen der Mädchen gelungen, einen Zettel mit der Aufschrift „I am being held as a slave – Ich werde als Sklavin gehalten“ nach draußen zu schmuggeln, um die Polizei auf dieses Verbrechen aufmerksam zu machen. 1895, nachdem es neun Mädchen gelang, unter abenteuerlichen Bedingungen aus dem Bordell zu fliehen, flogen die kriminellen Machenschaften der Mary Hastings auf und die Polizei, die diesem Treiben lange Zeit tatenlos zugesehen hatte, sah sich gezwungen zu handeln. Hastings musste nach Toledo in Kanada fliehen und kehrte nie wieder nach Chicago zurück. In Kanada operierte sie unter dem Namen Madame Gain.[53]